# Kiscég
Kiscég (románul: Ţăgşoru, németül: Klein-Zegendorf) település Romániában, Beszterce-Naszód megyében.

## Fekvése
A megye délnyugati szögletében, Besztercétől 65 km-re délre, Nagysármástól 9 km-re északra, Nagysármás, Mezőszilvás és Nagycég közt fekvő település.

## Története
1329-ben Minor Ceeg néven említik először.
A középkorban katolikus, valószínűleg magyar lakossága volt, de eredeti lakossága korán elpusztulhatott, mert 1450-ben már románok lakták.
A trianoni békeszerződésig Kolozs vármegye Mezőörményesi járásához tartozott.

## Lakossága
1910-ben 548 lakosa volt, ebből 448 román, 71 magyar és 29 német nemzetiségűnek vallotta magát.
2002-ben 344 lakosából 336 román és 8 cigány volt.

## Látnivalók
- Ortodox fatemploma a 16. században épült Mezőpagocsán, majd innen Kissármásra vitték, ahonnan 1958-ban Kiscégre építették át.